# Pternandra caerulescens
Pternandra caerulescens là một loài thực vật có hoa trong họ Mua. Loài này được Jack miêu tả khoa học đầu tiên năm 1822.